# Bury (district)
Bury (Metropolitan Borough of Bury) is een district in het stedelijk graafschap (metropolitan county) Greater Manchester en telt 190.000 inwoners. De oppervlakte bedraagt 99 km².
Van de bevolking is 14,8% ouder dan 65 jaar. De werkloosheid bedraagt 2,8% van de beroepsbevolking (cijfers volkstelling 2001).

## Plaatsen in district Bury
- Bury (hoofdplaats)
- Whitefield